# Girl Candy Films
Girl Candy Films (appelé à l'origine Candy Girl Films) est une société américaine de production de films pornographiques située à Charlotte en Caroline du Nord qui ne produit que des films de sexe lesbien.

## Histoire
La société a été fondée en 2011 par la productrice et actrice pornographique Nica Noelle en partenariat avec AEBN (en).
À la suite de la création de cette nouvelle société, Nica Noelle a quitté son ancienne entreprise de production de films lesbiens Sweetheart Video.

## Récompenses et nominations
| Année | Cérémonie | Catégorie                                       | Nomination       | Résultat   |
| ----- | --------- | ----------------------------------------------- | ---------------- | ---------- |
| 2013  | AVN       | Best New Line                                   |                  | Lauréat    |
| 2013  | AVN       | Best Older Woman/Younger Girl Release           | Lesbian Masseuse | Nomination |
| 2013  | AVN       | Best Overall Marketing Campaign – Company Image |                  | Nomination |
| 2013  | XBIZ      | All-Girl Series of the Year                     | Lesbian Masseuse | Nomination |
| 2013  | XBIZ      | New Studio of the Year                          |                  | Nomination |

## Personnalités

### Actrices produites
Ci-dessous, quelques-unes des actrices les plus connues :
- Aaliyah Love
- Adrianna Luna
- Aiden Starr
- Alana Evans
- Alex Chance (es)
- Allie Haze
- Alyssa Branch (es)
- Alyssa Reece
- Ana Foxxx
- Andy San Dimas
- Anikka Albrite
- Anissa Kate
- April O'Neil
- Asa Akira
- Ash Hollywood
- Chastity Lynn
- Dana Vespoli
- Dani Daniels
- Darla Crane
- Devon Lee
- Dillion Harper
- Dyanna Lauren
- Dylan Ryan (es)
- Ela Darling
- Elexis Monroe
- Faye Reagan
- Francesca Le
- Gracie Glam
- Jelena Jensen
- Jennifer Best (arz)
- Jessica Bangkok
- Jessie Andrews
- Karlie Montana
- Katsuni
- Kayla Carrera (sv)
- Kiara Mia (es)
- Kiki D'Aire
- Laurie Vargas (arz)
- Lea Lexis
- Lily Carter
- Lily LaBeau
- Maddy O'Reilly
- Magdalene St. Michaels
- Marie McCray
- Megan Salinas (fy)
- Michelle Lay
- Natasha Nice
- Nikita Denise
- Nina Hartley
- Odette Delacroix (es)
- Phoenix Marie
- Presley Hart
- Raven Rockette
- Raylene
- RayVeness
- Rebecca Bardoux
- Reena Sky
- Samantha Ryan
- Shay Fox (es)
- Shay Laren
- Shyla Jennings
- Sinn Sage
- Siri (es)
- Skin Diamond
- Sophie Dee
- Sovereign Syre
- Tara Holiday (es)
- Vanilla DeVille (es)
- Veruca James
- Vicki Chase
- Yasmine De Leon (es)

## Pour approfondir